# Rolf Badenhausen
Rolf Ernst Julius Karl Badenhausen (* 26. Februar 1907 in Emden; † 8. April 1987 in München) war ein deutscher Theaterwissenschaftler, Dramaturg und in der Zeit des Nationalsozialismus der persönliche Assistent von Gustaf Gründgens.

## Leben
Badenhausen zog 1912 mit seiner Familie nach Berlin-Pankow. Unterricht hatte er mehrere Jahre in den Sommermonaten auf  Schloss Björnsnäs bei Norrköping bei Philipp Magnus Trozelli. Er studierte nach dem Abitur 1926 in Berlin und ab 1929 München Philosophie, Germanistik, Kunstgeschichte und Theaterwissenschaft; 1930 wurde er promoviert. Anfang 1931 wurde er Assistent am Münchener Theatermuseum; 1935 wurde er von Otto Falckenberg als Dramaturg und Hilfsspielleiter an die Münchner Kammerspiele engagiert. Dort lernte er seine erste Ehefrau Elisabeth Flickenschildt kennen, die er 1936 heiratete; die Ehe hielt bis 1944. Im Jahr 1939 wurde er als Nachfolger Georg Dröschers Leiter des Museums der Preußischen Staatstheater in Berlin. Von 1941 bis 1943, dem Jahr seiner erneuten Einberufung in die Wehrmacht (1940 eingezogen, dann UK gestellt), arbeitete er als Dramaturg (zuletzt in geschäftsführender Funktion) unter Gustaf Gründgens am Preußischen Staatstheater in Berlin.
Nach Kriegsende (er wurde als Gefreiter entlassen) lehrte Badenhausen Theatergeschichte und Filmkunde an der Ludwig-Maximilians-Universität München. Von 1947 bis 1951 war er Chefdramaturg und stellvertretender Generalintendant am Düsseldorfer Schauspielhaus wiederum unter Gründgens; im Jahr 1951 berief er ihn zusätzlich als Schauspieldirektor. Badenhausen übernahm außerdem die Leitung der dem Düsseldorfer Theater angeschlossenen Schauspielschule. Nachdem Gründgens im Jahr 1955 seine Tätigkeit als Generalintendant des Deutschen Schauspielhauses in Hamburg aufgenommen hatte, ging Badenhausen 1956 als persönlicher Referent des Generalintendanten Walter Erich Schäfer an die Württembergischen Staatstheater Stuttgart. An der dortigen Hochschule für Musik und Darstellende Kunst übernahm er gleichzeitig eine Lehrtätigkeit in der Abteilung Schauspiel.
Von 1960 bis zu seiner Emeritierung 1972 war Badenhausen Ordinarius der Theaterwissenschaft an der Universität Köln und somit auch Leiter des dortigen Theatermuseums. Zwischenzeitlich (1962–1963) war er noch als künstlerischer Leiter des Württembergischen Staatstheaters tätig.
In den Jahren 1969 und 1979 hatte er eine Gastprofessur an der McGill University Montreal, bis 1981 folgten weitere Gastprofessuren an anderen Universitäten. In der TV-Produktion Rotmord von 1969, der Verfilmung von Tankred Dorsts Theaterstück Toller unter der Regie von Peter Zadek, spielte Badenhausen die Rolle von Professor Max Weber. Im Laufe seiner Karriere schrieb er Artikel für Theaterzeitschriften und war als Herausgeber mehrerer Bücher tätig, u. a. über Gründgens. Im Jahr 1980 heiratete Badenhausen seine persönliche Referentin und Biografin Ingrid Nohl. Zuletzt lebte Badenhausen in München.
Rolf Badenhausen ist ein Onkel und Taufpate des Fachjournalisten, Unternehmers und Buchautors Rolf Badenhausen.

## Publikationen (Auswahl)

### Als Autor und Co-Autor
- Denkmäler des Theaters: 12. Mappe, in: Das Nationaltheater, Heft 3, 3. Jg. 1931.
- Der Beginn der deutschen Theaterkritik, in: Die Tribüne, Halbmonatszeitschrift der Städtischen Bühnen Köln, 8. Jg. (1934), Heft 7. Nachdruck in: Theater und Theaterwissenschaft: Rolf Badenhausen. Eine Dokumentation zum 75. Geburtstag, hrsg. von Stephan Pflicht, München 1982 (S. 41–43). Digitalisierte Fassung: https://www.badenhausen.net/dr_rolfb/manuscripts/rbi_037-dt1934_j8n7.pdf
- Curt Langenbecks Bianca und der Juwelier und Hans Fitz’ Josef Filser. Rezensionen der Uraufführungen in den Münchner Kammerspielen, in: Theater-Tageblatt, 11. Oktober 1934.
- Shakespeares Wintermärchen. Rezension der Neuaufführung unter Otto Falckenberg in den Münchner Kammerspielen, in: Theater-Tageblatt, 1. März 1935.
- Ein Schatten und Herr Sleemann kommt von Hjalmar Bergman. Rezensionen der Einakter-Uraufführungen in den Münchner Kammerspielen, in: Theater-Tageblatt, 16. April 1935.
- Otto Falckenberg führt Regie (o. Jg.), Nachdruck in: Theater und Theaterwissenschaft: Rolf Badenhausen. Eine Dokumentation zum 75. Geburtstag, hrsg. von Stephan Pflicht, München 1982 (S. 39–40). Digitalisierte Fassung: https://www.badenhausen.net/dr_rolfb/manuscripts/rbi_067-ds!1935.pdf
- Die Kunststätten Münchens, in: Die Bühne, 1936.
- Theodor Hosemann. Berliner Theater um 1840. 12 Zeichnungen, Berlin 1937.
- Der Theaterberichterstatter Daniel Chodowiecki, Berlin 1937.
- Chronisten des Theaters, in: Die Literatur, Stuttgart–Berlin 41. Jg., November 1939. Nachdruck in: Theater und Theaterwissenschaft: Rolf Badenhausen. Eine Dokumentation zum 75. Geburtstag, hrsg. von Stephan Pflicht, München 1982 (S. 50–52).
- Eine angebliche Federzeichnung E. T. A. Hoffmanns zu Mozarts Bandl-Terzett aus der Komödie mit Musik „Der Schauspieldirektor“, in: Mozart-Morgenfeier, veranstaltet für die Gesellschaft für Theatergeschichte im Staatlichen Schauspielhaus, Berlin 1941.
- Unzilinette und andere Altberliner Schauspielerportraits, in: Die Dame, Berlin (o. Jg.).
- Jochen Thiem: Der Zirkus brennt. Eine deutsche Tragödie. Begegnung der Generationen. Herausgegeben von V. O. Stomps. Mit einer Einführung von Rolf Badenhausen. Frankfurt am Main, Siegel Verlag, 1947.
- Körner aus der Sanduhr eines Dramaturgen, in: Die Zeit, 1950.
- Blätter der Städtischen Bühnen Düsseldorf, 1948–1951.
- Programmhefte des Düsseldorfer Schauspielhauses, 1951–1954.
- Aktualität des Theaters, in: Westfälisches Volksblatt, 29. Juli 1952.
- Gerhart Hauptmann, Ein deutscher Dichter – Zu seinem 90. Geburtstag am 15. November, in: Düsseldorfer Nachrichten, 15. November 1952.
- Horst Caspar †, in: Düsseldorfer Nachrichten, 29. Dezember 1952.
- Bertolt Brecht, in: Reclams Schauspielführer, Stuttgart 1952.
- Theater aus erster Hand; die Dichter und die Dramaturgen – „Wir suchen und finden Kontakt“ – Vermittlung der Werte, in: Der Fortschritt Nr. 2, 9. Januar 1953.
- Als Komiker geboren ... aber es war mehr. Zum fünften Todestag Karl Valentins, in: Die Welt, 9. Februar 1953.
- Tausend Stücke im Jahr, in: Westermanns Monatshefte, Heft 9, 1955. Digitalisierte Fassung: https://www.badenhausen.net/dr_rolfb/manuscripts/rbi_137-wm1955_j96n9.pdf.
- Aufgaben und Möglichkeiten der Spielplangestaltung, in: Westdeutsche Allgemeine, 23. Januar 1956.
- Hans José Rehfisch: Oberst Chabert. (Vorwort), München 1956.
- Helden, Rebellen und Räuber, in: Rhein-Neckar-Zeitung, 23. Juni 1958.
- Caspar Neher. Der Maler, Bühnenbildner und Schriftsteller. in: Caspar Neher. Zeugnisse seiner Zeitgenossen, Köln 1960.
- Von Glockengasse zu Glockengasse, in: Programmheft Nr. 1 der Bühnen der Stadt Köln, 1961/62.
- Mann mit Bärtchen und krummen Beinen, Chaplins Filme als Kunstwerke der Literatur gewürdigt, in: Kölner Stadt-Anzeiger, 31. Januar 1962.
- Direktorin Nora. Der Weg der Louise Dumont / Zum 100. Geburtstag, in: Frankfurter Allgemeine Zeitung, 22. Februar 1962.
- Cocteau führt Regie. Zu seiner Einstudierung des „Doppeladlers“ in München, in: Kölner Stadt-Anzeiger, 31. März / 1. April 1962.
- Humanist des Theaters. Zum 65. Geburtstag von Caspar Neher, in: Rheinische Post, 7. April 1962.
- „Vorsicht ist nur das Alibi des Feiglings“. Caspar Neher wird morgen 65 Jahre alt, in: Kölner Stadt-Anzeiger, 10. April 1962.
- Drei deutsche Theatersammlungen, München – Berlin – Köln. Ihre Geschichte und ihre Aufgabe, in: Museumskunde, Heft 1, Berlin 1962.
- Oskar Fischel – Verzeichnis seiner Schriften, in: Oskar Fischel: Raphael, 1962.
- Die alte Berliner Volksbühne, in: 40 Jahre Freie Volksbühne Köln, Köln 1962.
- Werktreue ist Gesetz, in: Kölner Stadt-Anzeiger, 8. September 1962.  Digitalisierte Fassung: https://www.badenhausen.net/dr_rolfb/manuscripts/rbi_167-ksa1962-9-8.pdf.
- Gustaf Gründgens. Schauspieler, Regisseur und Theaterleiter (1899–1963), in: Maske und Kothurn, 9. Jg., Heft 4, Wien 1963.
- Gründgens – Legende und Wirklichkeit. Der Schauspieler, Regisseur und Intendant, in: Rheinische Post, 8. Oktober 1963. Digitalisiertes Manuskript: https://www.badenhausen.net/dr_rolfb/manuscripts/rbi_097-rp1963-10-03.pdf
- Laudatio zur Shakespeare-Ausstellung Shakespeare und das deutsche Theater im Schloss Heidelberg (6. Juni – 11. Oktober 1964). Digitalisiertes Manuskript (Auszug): https://www.badenhausen.net/dr_rolfb/manuscripts/rbi_lec-229_HD1964-6.pdf. Einführung im Ausstellungskatalog (S. 7–8): https://www.badenhausen.net/dr_rolfb/manuscripts/rbi_intro-229_sp1964-04.pdf
- Romantiker, Moralist und Bürgerfreund. Zum 100. Geburtstag von Frank Wedekind, in: Kölner Stadt-Anzeiger, 24. Juli 1964.
- Rudolf Rach: Literatur und Film. Möglichkeiten und Grenzen der filmischen Adaption. (Vorwort), Köln, Grote, 1964. (Wahn-Press, 7).
- Jürgen Fehling und Gustaf Gründgens: Rede von Gustaf Gründgens zur Feier des 75. Geburtstages von Jürgen Fehling am Sonntag, 6. März 1960 im Deutschen Schauspielhaus in Hamburg und Antwort Jürgen Fehlings in einem Heft. Mit Geleitwort von Rolf Badenhausen. Köln, DuMont Presse, 1964.
- Dekoration – Bühnenbild – Ausstattung – Szenischer Bühnenbau in Deutschland. Fortschritt oder Restauration, in: Das Bühnenbild nach 1945. Eine Dokumentation, Zürich 1964.
- Für Max Bührmann zum 20. Februar 1964, in: Festschrift zum 60. Geburtstag von Max Bührmann, Lüdenscheid 1964.
- Das Stammbuch des C.C.C. Doebbelin, in: Maske und Kothurn, 10. Jg., Heft 3/4, Wien 1964.
- Umlêcti’tvurci scény v Nêmecku po roce 1945, in: Acta Scaenographica, Jg. 69/8, Prag 1964/65.
- Zu Luigi Pirandellos „6 Personen suchen einen Autor“, in: Programmheft der Städtischen Bühnen Augsburg, 1964/65.
- Neue Theatergebäude – neuer Inszenierungsstil? Das deutsche Theaterwesen nach dem Kriege – Entscheidend bleibt der „erfindungsreiche Mensch“, in: Beilage der Bonner Rundschau, 5. Mai 1965.
- Der Filmarchitekt Robert Herlth (1893–1962), in: Filmarchitektur, Robert Herlth. Deutsches Institut für Film und Fernsehen, München 1965.
- Theaterwissenschaft, in: Hochschulführer, Lengerich 1966.
- Alexander Ostrowskij. Ausgewählte Theaterstücke. Hrsg. und übersetzt von Johannes von Guenther, München 1966.
- Herbert Ihering. Von Reinhardt bis Brecht. Eine Auswahl der Theaterkritiken, Hamburg 1967.
- Jaroslav Hašek und sein Schwejk, in: Ruhrfestspiele Recklinghausen, 1967.
- Begegnungen, in: Mark Lothar – ein Musikerporträt, hrsg. von Alfons Ott, München 1968.
- Quelques remarques sur la collaboration des musées, des arts, des archives et des collections du spectacle, in: Actes du IX e Congrès International des Bibliothèques – Musées des Arts du Spectacle, Genua 1970.
- Meine Begegnungen mit Walter-Erich Schäfer, in: Festschrift für W. E. Schäfer, 1970.
- Theaterwissenschaft, in: Aspekte, 3. Jg., Heft 3, 1970.
- Das Dokumentationszentrum des Kölner Theaterinstituts, in: Festschrift für Miroslav Kouřil, Prag 1971.
- Orffs Einmann-Theater, in: Hugo Wolfram Schmidt: „Carl Orff“, Köln 1971.
- Siegfried Lenz als Theaterschriftsteller, in: Montreal International Theatre, 1971.
- Caspar Nehers Bühnenbauten und Kostüme für „Hamlet“ unter Leopold Jessner (1926), in: Jahrbuch der Deutschen Shakespeare-Gesellschaft, 1974, S. 121–133.
- Liselotte Erler: Figurinen. Arbeiten für das Europäische Theater. Mit einem Essay von Rolf Badenhausen. Hamburg, Christians Verlag, 1974.
- Hugo von Hofmannsthal und das Theater, in: Ein Theatermann – Theorie und Praxis: Festschrift zum 70. Geburtstag von Rolf Badenhausen, hrsg. von Ingrid Nohl, München 1977. Digitalisiertes Manuskript der Lesung von 1974: https://www.badenhausen.net/dr_rolfb/manuscripts/rbi_lec-372_in1977-1.pdf
- Unsterblicher Karl Valentin, in: Programmheft des Oldenburgischen Staatstheaters, Heft 1, 1974/75.
- Zum 50jährigen Bühnenjubiläum von Willi Ehle, in: Bühnentechnische Rundschau, Heft 1, 1975.
- Jean Cocteau en Allemagne, in: Cahiers, Jean Cocteau No. 5, Paris 1975.
- Günther Lüders, in: Bühnengenossenschaft, Heft 4, 1975.
- Therese Giehse – Günther Lüders – Paul Verhoeven. Eine Würdigung, in: Maske und Kothurn, 2. Jg., 1975, Heft 2–3.
- Wer war Jean  Cocteau?, Programmheft der „Münchner Tournee“ zu Die Heiligen Ungeheuer, 1975.
- Stephan Pflicht. Kurfürst Carl Theodor und seine Bedeutung für die Entwicklung des deutschen Theaters. (Vorwort), Reichlingen 1976.
- Die Geschichte vom faulen Bären, nach einem belurussischen Märchen (Text). Musik: Mark Lothar, für Baßtuba u. gr. Orchester, im Auftrag des NWDR Köln, U Forum, Leverkusen 5. Dezember 1976.
- Gustaf Gründgens – Realität und Legende. Zur Gustaf-Gründgens-Ausstellung im Dumont-Lindemann-Archiv, Schreiben von Dezember 1979 an den Archivdirektor Heinrich Riemenschneider. Digitalisierte Fassung unter https://www.badenhausen.net/dr_rolfb/manuscripts/rbi_let-677_sp1982-116-119.pdf
- Walter Erich Schäfer (1901–1981) in memoriam, in: Theater aktuell der Schweizerischen Rundfunk- u. Fernsehanstalt DRS, Studio Basel, 8. Januar 1982. Nachdruck in: Theater und Theaterwissenschaft: Rolf Badenhausen. Eine Dokumentation zum 75. Geburtstag, hrsg. von Stephan Pflicht, München 1982 (S. 74–75).

### Als Herausgeber
- Die Bildbestände der Theatersammlung Louis Schneider im Museum der Preußischen Staatstheater Berlin. Systematischer Katalog. Herausgegeben von Rolf Badenhausen. Berlin, Selbstverlag der Gesellschaft für Theatergeschichte 1938.
- Herbert Jhering: Von Reinhardt bis Brecht. Eine Auswahl der Theaterkritiken 1909–1932. Herausgegeben und mit einem Vorwort von Rolf Badenhausen. Reinbek, Rowohlt Verlag 1967.
- Rolf Badenhausen und Peter Gründgens-Gorski (Hrsg.): Gustaf Gründgens – Briefe, Aufsätze, Reden. Hamburg, Hoffmann und Campe 1967.
- Herbert A. Frenzel, Rolf Badenhausen, Harald Zielske (Hrsg.): Bühnenformen, Bühnenräume, Bühnendekorationen, Berlin, Schmidt 1974.
- Elisabeth Flickenschildt: Pony und der liebe Gott. Geschichten aus dem Nachlaß. Herausgegeben von Rolf Badenhausen. Zeichnungen von Wilhelm M. Busch. Rowohlt Verlag, Reinbek bei Hamburg 1982.
- Gustaf Gründgens: «Laß mich ausschlafen» – Neue Quellen zur Wirklichkeit und Legende des großen Theatermannes. Berlin, Ullstein 1987.

### Kataloge (Vorworte und Mitarbeit)
- Théâtre allemand d’aujourd’hui, Bruxelles 1952.
- Caspar Neher, Der Zerrissene. Zeichnungen, Wahn-Press Nr. 6, 1963.
- Hein Heckroth, Helsinki 1964.
- Shakespeare und das deutsche Theater, Heidelberg und Bochum 1964.
- Exposition Georg Büchner, Lille 1964.
- Deutsches Theater nach 1945, Konstanz 1967.
- Aus der Geschichte der Kölner Oper, Köln 1967.
- Mozart und das Theater, Düsseldorf 1970.
- Gustav Singer, Wahn Press Nr. 9, 1971.
- Darstellende Künstler in der bildenden Kunst unseres Jahrhunderts, Hamm 1971.

### Arbeiten für dieNeue Deutsche Biographie(Auswahl)
- Josef Fenneker NDB
- Lucile Grahn-Young NDB
- Gustaf Gründgens NDB
- Kurt Hirschfeld NDB
- Monty Jacobs NDB
- Siegfried Jacobsohn NDB
- Emil Jannings NDB
- Leopold Jessner NDB
- Helmut Jürgens NDB
- Klaus Kammer NDB
- Liesl Karlstadt NDB
- Paul Kemp NDB
- Stefan Ludwig Kilanyi
- Cesar Klein NDB
- Eduard Klischnigg
- Eugen Klöpfer NDB
- Hans Knudsen NDB
- Heinrich Gottfried Koch NDB
- Maria Koppenhöfer NDB
- Maximillian Korn NDB
- Friedrich Joseph Korntheuer NDB
- Fritz Kortner NDB
- Victor de Kowa NDB
- Hermine Körner NDB
- Werner Krauss NDB
- Arthur Kraußneck NDB
- Harald Kreutzberg NDB
- Alwin Kronacher NDB
- Karoline Kummerfeld
- Wilhelm Kunst
- Karl Theodor von Küstner NDB
- La Jana NDB
- Karl von La Roche NDB
- Peter Martin Lampel NDB
- Isidor Landau NDB
- Ferdinand Lang NDB
- Fritz Lang NDB
- Sigmund Lautenburg NDB
- Ernst Legal NDB
- Paul Legband NDB
- Else Lehmann NDB
- Hans Leibelt NDB
- Frida Leider NDB
- Gustav Lindemann NDB
- Theo Lingen NDB
- Mark Lothar NDB
- Theodor Loos NDB
- Lina Lossen NDB
- Günther Lüders NDB
- Heinrich Marr NDB
- Max Martersteig NDB
- Alfred Mühr NDB

### Mitarbeit an Zeitschriften
- Münchner Neueste Nachrichten
- Berliner Börsen-Courier
- Neues Theater-Tageblatt
- Die Literatur
- Die Bühne
- Rheinische Post
- Der Monat
- Theatre Research
- Cahiers Jean Cocteau
- Die Dame
- Der Silberspiegel